# The Tudors
The Tudors (Els Tudor) és una sèrie de televisió nominada als Emmy que es basa en el regnat d'Enric VIII d'Anglaterra, amb Jonathan Rhys-Meyers en el paper principal. Va ser creada per Michael Hirsti i produïda per Peace Arch Entertainment a Showtime, en associació amb Reveille Productions, Working Tittle Films i Canadian Broadcasting Corporation. Ha estat filmada a diferents localitzacions a Irlanda. Tant a Espanya com a França s'emet pel canal de pagament Canal+ (en castellà i en francès, respectivament).

## Actors
| Personatge                  | Actor                |
| --------------------------- | -------------------- |
| Rei Enric VIII d'Anglaterra | Jonathan Rhys-Meyers |
| Cardenal Thomas Wolsey      | Sam Neill            |
| Anthony Knivert             | Callum Blue          |
| Charles Brandon             | Henry Cavill         |
| Duc de Norfolk              | Henry Czerny         |
| Anna Bolena                 | Natalie Dormer       |
| Caterina d'Aragó            | Maria Doyle Kennedy  |
| Thomas Bolena               | Nick Dunning         |
| Thomas Cromwell             | James Frain          |
| Thomas More                 | Jeremy Northam       |
| William Compton             | Kristen Holden-Ried  |
| Margarida Tudor             | Gabrielle Anwar      |
| Pau III                     | Peter O'Toole        |

## Premis
- La sèrie fou nominada al Globus d'Or com a Millor Sèrie Dramàtica el 2007.
- Jonathan Rhys-Meyers també va estar nominat a Millor Actor en Sèrie Dramàtica pel seu paper d'Enric VIII d'Anglaterra.
- Maria Doyle Kennedy va guanyar un IFTA a la Millor Actriu pel seu paper de Caterina d'Aragó.

## Desviacions dels fets històrics
Els fets succeïts a la sèrie difereixen dels que realment van passar. S'han pres moltes llibertats amb els noms de personatges, les relacions, l'aparença física i l'any en què ocorregueren alguns fets.
El temps s'escurça a la sèrie, cosa que genera la impressió que els fets van passar en un període més curt que el veritable. Quan succeeixen la majoria dels fets a la sèrie, el rei Enric VIII d'Anglaterra estava finalitzant la trentena, mentre que a la sèrie sembla que tingui quasi la mateixa edat que la seva segona dona, Anna Bolena. Els historiadors estan actualment dividits pel que fa a la data de naixement d'Anna Bolena, ja que no hi ha registres parroquials de l'època, però les dues dates que es barallen són 1501 i finals de 1507. Això significa que la diferència d'edat mínima entre el rei i Anna Bolena era de deu anys, i podria haver arribat a ser de 18. Enric no va començar a perseguir l'Anna fins a la meitat de la trentena, i es va casar amb ella passats els quaranta. És en aquest punt on rau la inversemblança de la sèrie.
El personatge de la germana d'Enric, la princesa Margarida a la sèrie, és en realitat una barreja entre les dues germanes del rei: la vida de la germana menor, la princesa Maria Tudor, emparellada amb el nom de la germana gran, Margarida Tudor (per evitar la confusió amb la filla del rei, Maria I d'Anglaterra). Històricament, la princesa Maria es va casar primer amb el rei francès Lluís XII. La unió va durar aproximadament tres mesos, fins a la mort del monarca, a Lluís el va succeir el seu cosí Francesc I, que es va casar amb la filla de Lluís, Clàudia de França. Maria es va casar posteriorment amb Charles Brandon, primer Duc de Suffolk. Quan comença Els Tudor, Enric ja està negociant un tractat de pau amb Francesc; la princesa Margarida de la sèrie, per tant, es casa amb el rei de Portugal, que viu pocs dies fins que ella l'asfixia. Quan succeeixen els fets que es narren a la sèrie, el Brandon real (que tenia més de 40 anys) i la princesa Margarida feia molt de temps que eren casats i tenien tres fills. La germana gran d'Enric, Margarida Tudor, estava casada en realitat amb el rei Jaume IV d'Escòcia, i va convertir-se en l'àvia de Maria, Reina dels Escocesos.
Enric VIII és al·ludit com a rei d'Irlanda en diversos episodis. El rang de rei d'Irlanda no va ser creat fins al 1541. Durant el període en què es desenvolupa la sèrie, Enric hauria estat únicament Lord of Ireland.
És cert que Bessie Blount va ser una de les amants més conegudes d'Enric VIII i que va tenir un fill amb el rei (Henry Fitzroy), però històricament el seu fill no va morir quan encara era un nen. Fitzroy va morir el 1536 a 17 anys, aproximadament 10 anys abans de la mort del seu pare. Blount tampoc va estar casada fins després del naixement de Henry.
Les polítiques papals representades durant els primers episodis tampoc tenen una relació clara amb els fets reals. Es diu que un Papa Alexandre està a punt de morir quan se celebra la reunió entre Enric i Frances el 1520, quan el Papa real d'aquella època, Lleó X, va morir sobtadament a finals de 1521, i no hi ha hagut un papa anomenat Alexandre des de 1503, abans de l'inici del regnat d'Enric. Es diu que un Cardenal Orsini és escollit després de la mort de l'Alexandre fictici, la qual cosa, de nou, no es correspon amb la història real, ja que el tutor de l'Emperador, Adrià d'Ultrech, va ser escollit per a succeir Lleó, i després de la seva mort, un any més tard, va ser escollit el Cardenal Médici, el qual, sota el nom de Climent VII, es va negar a permetre el divorci d'Enric.
Al primer episodi, un ambaixador anglès descrit com l'oncle d'Enric VIII és assassinat a Itàlia per uns francesos; l'Enric VIII històric no tenia aquest oncle. No obstant això, el nom del personatge és "Courtenay", suggerint que es tracta de William Courtenay, primer duc d'Evon, que estava cast amb la tieta d'Enric: Caterina de York, però aquest va morir de pleuritis el 1511.
Tampoc hi ha cap prova històrica que demostri que el compositor Thomas Tallis fos bisexual, com es mostra a la sèrie. A més a més, Tallis no va tocar a la cort fins, almenys, deu anys després dels fets que se succeeixen a la sèrie, cap a 1543.
El Palau de Whitehall, que es mostra com la casa d'Enric des de l'inici de la sèrie, només va caure en mans del monarca el 1530, quan li va treure el poder al Cardenal Wolsey. Fins aquest moment s'anomenava York Palace, i Enric va disposar del que fos la casa que compartiria amb la seva promesa Anna Bolena. El palau no va ser anomenant de Whitehall fins una dècada després.
A la primera temporada, Enric està component Greensleeves per a Anna Bolena. La melodia que es toca en realitat és What Child Is This, i no en el mode dòric en el qual va ser escrit originalment Greensleeves. Els canvis en la música original que s'aprecien a What Child Is This no es van fer fins al 1865, més de 300 anys després.
Al segon episodi de la primera temporada, Enric VIII celebra el naixement del seu fill Henry disparant un tipus de bala que no es va inventar fins a 1630, un segle després.
El Cardenal Wolsey no va ser presoner i no es va suïcidar. Després de ser acusat de traïció, va partir cap a Londres per a respondre als càrrecs, però va morir durant el viatge, a Leicester. Wolsey va morir el 1530, tres anys després de la mort de la germana del rei, Maria; a la sèrie, els dos fets es juxtaposen. A més a més, va ser a partir de 1630, 27 anys després de la mort de la filla d'Enric, Isabel I, quan als cardenals de l'Església Catòlica se'ls denomina "Eminència", com és anomenant el Cardenal Wolsey a la sèrie.
William Brerenton no va confessar haver comès adulteri amb la reina Anna i és quasi segur que no era un agent del Papa. Era un ric magnat que posseïa molts territoris en els quals era molt impopular i despietat, i probablement va ser acusat pel desig de Cromwell.
A més, Thomas Cranmer no estava present en l'execució d'Anna Bolena, ni va induir la multitud a agenollar-se quan ella ho va fer perquè la decapitessin. Passejava amb Alexander Ales quan va succeir i es diu que es va asseure i va plorar quan va arribar l'hora.